# Dywizja Piechoty Döllersheim
Dywizja Piechoty Döllersheim (niem. Infanterie-Division Döllersheim) – niemiecka dywizja szkieletowa, sformowana 3 sierpnia 1944. Pod koniec sierpnia wcielona do 564 Dywizji Grenadierów Ludowych.

## Skład
- 1 pułk grenadierów Döllersheim
- 2 pułk grenadierów Döllersheim
- batalion artylerii Döllersheim
- batalion inżynieryjny Döllersheim
- batalion niszczycieli czołgów Döllersheim